# 荒生沙緒利
荒生 沙緒利（あらお さおり、1984年1月21日 - ）は、日本のフリーアナウンサー。2022年1月に個人事務所「Sunny Rhythm」を立ち上げる。

## 来歴・人物
山形県酒田市出身・在住。普通自動車、中型二輪車免許所持。ファイナンシャルプランナー3級、整理収納アドバイザー2級、柔道初段。
2002年に酒田南高等学校を、2006年に帝京大学文学部国際文化学科を卒業した後、ケーブルテレビ山形（現在のダイバーシティメディア）のアナウンサーとなる。2008年3月から2010年1月までTBSラジオのTBS954情報キャスター（現在はTBSラジオキャスター）を務めた。2021年8月にジョイスタッフを退所した。その後、地元の山形県酒田市に戻り2022年１月に個人事務所「Sunny Rhythm」を立ち上げる。2022年からは、山形県内のラジオ・テレビ番組に出演する。その他に、Bリーグ・パスラボ山形ワイヴァンズのフロアMCも担当する。2022年度、東北観光推進機構東北PR局　山形県アンバサダーとして活動している。
なお、映画監督の和島香太郎は高校の同級生、プロ野球選手の長谷川勇也は1学年後輩にあたる。

## 出演番組

### テレビ
- バイキングステーション（ケーブルテレビ山形）2006年4月 - 2008年3月
- LOVE&PEACE HOUSE（ケーブルテレビ山形）2006年4月 - 2008年3月
- NOW TIME MOVIE ON!（ケーブルテレビ山形）2006年4月 - 2008年3月
- まちナビ（豊島ケーブルネットワーク）
- ちょい寄り!（JCN横浜）
- グットライフマガジン（群馬テレビ）
- NEWSとちぎの朝（とちぎテレビ）2011年10月 - 2013年3月
- デイリー足立（J:COM足立）キャスター 2014年4月 - 2015年5月
- GemsTV（スカパー! 524ch）
- Golf Net TV よしもとゴルフ部
- Golf Net TV専属アナウンサー
- ソラシドが行く！（ダイバーシティメディア）

### ラジオ
- 毒蝮三太夫のミュージックプレゼント（TBSラジオ、2008年3月 - 2010年1月） アシスタント
- ストリーム（TBSラジオ、2008年3月 - 2009年3月）東京消防庁情報キャスター
- 小島慶子 キラ☆キラ（TBSラジオ、2009年4月 - 2010年1月）東京消防庁情報キャスター
- クラブ954スペシャル（TBSラジオ、2008年10月19日・2009年8月23日）[4]）
- 土曜朝イチエンタ。堀尾正明+PLUS!（TBSラジオ、2008年10月 - 2010年1月）
- トワイライト839（エフエムさがみ）
- 応援ラジオ どんまい（ラジオ日本）アシスタント
- 神奈川トヨタ 86 プレゼンツ 神奈川おでかけ情報（FMヨコハマ THE BREEZE内・AIR CRUISE内・メラタデサンデー内、2012年5月4日 - 2012年6月29日）リポーター
- 神奈川トヨタインフォメーション（FMヨコハマ THE BREEZE内、2012年10月5日 - 2016年3月25日）リポーター
- 魂心家・壱七家メンレポ！（FMヨコハマ メラタデサンデー内、2015年10月4日 - 2015年12月27日）リポーター
- Baile Yokohama!（FMヨコハマ、2016年7月3日 - 2017年6月25日）
- WAVE 4 yamagata（FM山形）火曜日パーソナリティー

### スポーツ
- パスラボ山形ワイヴァンズ　フロアMC

### YouTube
- JA全農山形　グリーンポーク　ぶーみん　小学生料理教室[5]